# Alphonsea mollis
Thạch mật (danh pháp hai phần: Alphonsea mollis) là một loài thực vật thuộc chi Thâu lĩnh trong họ Annonaceae. Loài này sinh sống trong các khu rừng thường xanh lá rộng ở độ cao 600-1.000 m ở Quảng Đông, tây nam Quảng Tây, Hải Nam, nam Vân Nam.